# Community Resources Against Street Hoodlums
O Community Resources Against Street Hoodlums (em português: Recursos da Comunidade Contra Bandidos de Rua), também chamado de CRASH (também escrito C.R.A.S.H.), foi uma unidade especializada do Departamento de Polícia de Los Angeles (LAPD), que tinha a tarefa de combater crimes relacionados com gangues de rua em Los Angeles. Foi formada na região Centro-Sul de Los Angeles (região perigosa) em 1979. Cada uma das 18 divisões do LAPD tinha uma unidade CRASH designada a ela, cujo objetivo principal era suprimir o influxo de crimes relacionados a gangues, que surgiu principalmente devido ao aumento do tráfico ilegal de drogas.
CRASH foi o motivo do escândalo de Rampart em 1997, que expôs a corrupção policial generalizada dentro da unidade, incluindo envolvimento em assassinatos, roubos, brutalidade policial, plantação de evidências e participação em atividades de gangues. A CRASH foi dissolvida em 2000 e substituída pela Divisão de Gangues e Narcóticos do LAPD.